# Gellan
Gellan ist ein Vielfachzucker, der auf pflanzlicher Basis mittels Mikroorganismen auf zuckerhaltigem Nährboden produziert und in der Lebensmittelindustrie eingesetzt wird.

## Aufbau
Gellan gehört zu den Kohlenhydraten und im engeren Sinn zu den Polysacchariden. Gellan ist linear aufgebaut, besteht aber im Gegensatz zu bekannteren linearen Polysacchariden wie Cellulose oder Amylose, die nur aus einem einzigen identischen Baustein bestehen, aus mehreren verschiedenen Bausteinen.
Es besteht aus einer Rhamnose-, einer Glucuronsäure- und zwei Glucose-Grundeinheiten, die mit Essigsäure und Glycerinsäure verestert sind. Die Glucuronsäure liegt als gemischtes Kalium-, Calcium-, Natrium- und Magnesiumsalz vor. Die molare Masse beträgt ungefähr 500.000 g/mol.

## Herstellung
Gellan wird durch Fermentation von Kohlenhydraten durch den Bakterienstamm Sphingomonas elodea hergestellt. Die Kulturbrühe wird durch Erhitzen deacyliert (Abspaltung der Estergruppen) und daraus das Gellan mit Isopropylalkohol ausgefällt, danach getrocknet und gemahlen. Aus den Fermentationsprozessen bleiben meist kleine Mengen stickstoffhaltiger Rückstände im Produkt zurück.

## Verwendung
Als Lebensmittelzusatzstoff (E 418) dient es in der Lebensmittelindustrie als Gelier-, Verdickungsmittel und Stabilisator. Es wird meistens für Marmeladen, Fruchtaufstriche, Konfitüren, Süßwaren, Sojamilch usw. verwendet. Als Ballaststoff wird es nicht vom Körper aufgenommen, fördert die Verdauung und wirkt abführend.
Auch in pharmazeutischen Zubereitungen wird Gellan als kationenkonzentrationabhängiger Gelbildner eingesetzt: So liegt es bei Abwesenheit ein- oder zweiwertiger Kationen im Solzustand (kolloidal dispergiert) vor und quillt bei Anwesenheit dieser (z. B. in der Tränenflüssigkeit) zu einem Gel. Das wird beispielsweise in Augentropfen genutzt, um die Verweildauer des Arzneistoffs auf dem Auge und somit die für eine Penetration zur Verfügung stehende Zeit zu verlängern. Dadurch kann die lokale Bioverfügbarkeit verbessert werden und die Anwendungsfrequenz verringert werden.
Als Geliermittel für Nährböden und Pflanzenkulturen wird es in der Mikrobiologie alternativ zu Agar verwendet und unter Handelsnamen wie Nanogel-TC, Grovgel, AppliedGel, Phytagel oder Gelrite vertrieben. Da es Temperaturen von 120 °C übersteht, ist es für die In-vitro-Kultivierung von thermophilen Organismen interessant.